# Église Saint-Pierre de Champagne
Pour les articles homonymes, voir Église Saint-Pierre.
L'église Saint-Pierre est une église catholique située en France sur la commune de Champagne, dans le département de l'Ardèche en région Auvergne-Rhône-Alpes.
Elle fait l'objet d'un classement au titre des monuments historiques depuis 1862.
Elle a la particularité d'être une abbatiale et l'église paroissiale du village. À ce titre elle accueille des baptêmes, des mariages et des funérailles.

## Localisation
L'église est située dans le département français de l'Ardèche, sur la commune de Champagne.

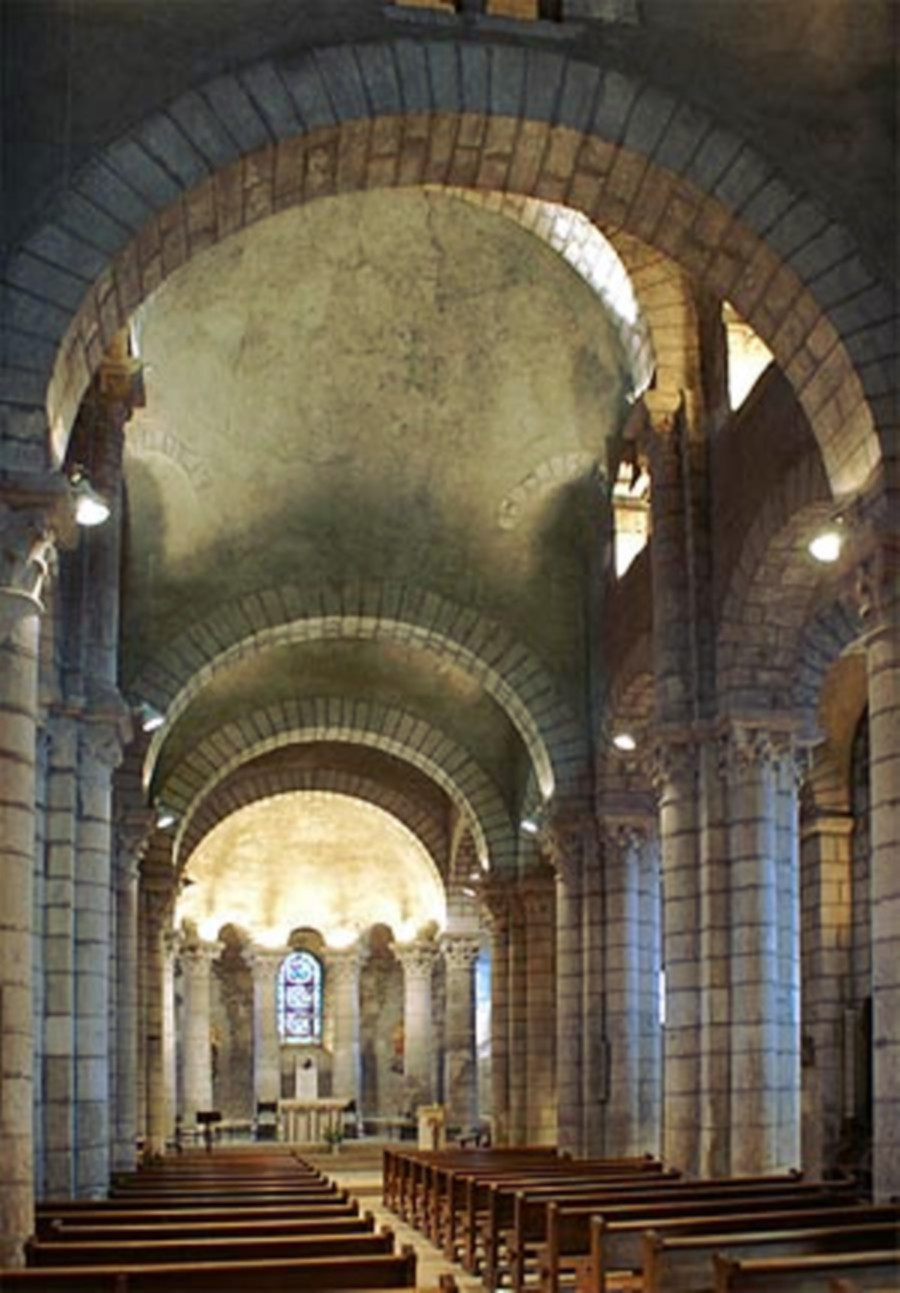
La nef.

## Historique
Les origines de l'église sont obscures. Noël Tholier signale une charte de l'abbaye de Cluny datée du 30 août 972 concernant une donation à l'abbaye par les avocats du prêtre Didier de terres dans les environs de Champagne, qui pourrait concerner des terres appartenant au prieuré de Champagne.
Le premier document indiquant l'existence d'une église à Champagne est une bulle du pape Urbain II de 1088 ordonnant à l'église de Vienne de maintenir dans son autorité « l'abbaye Saint-Barnard de Romans et l'église Saint-Pierre de Champagne ». La pape Calixte II donne deux bulles, en 1119, et le 25 février 1120 confirme la bulle précédente. Une bulle du pape Adrien IV confirme en 1157 la bulle  du pape Urbain II sur les deux églises en indiquant que « les clercs et les chanoines, tant réguliers que séculiers qui les desservent, reconnaîtront l'archevêque et lui obéiront comme leur seigneur ». Jusqu'à la Révolution, Champagne faisait partie du Dauphiné bien que situé en rive droite du Rhône. L'insistance des papes à rappeler l'appartenance de Champagne aux archevêques de Vienne a fait supposer qu'au XIIe siècle il y a eu des tentatives d'usurpation féodale. Noël Tholier cite les comtes d'Albon. L'église Saint-Pierre n'est plus citée jusqu'en 1214 quand l'église est devenu un prieuré dépendant de l'abbaye de Saint-Chef. Dans cet acte, le comte Guigues VII cède, ou restitue, au prieur Aynard une partie des droits seigneuriaux qu'il possédait à Champagne. On ne sait pas exactement comment l'abbaye de Saint-Chef est entrée en possession de l'église de Champagne, mais dans la bulle de 1119 de Calixte II, l'archevêque de Vienne est désigné comme procureur de l'abbaye de Saint-Chef. Il est donc possible que l'archevêque de Vienne ait fait cette donation de l'église de Champagne à l'abbaye de Saint-Chef à cette époque. On note aussi que dans un acte de 1172 le chapitre de la cathédrale de Vienne font une donation d'églises aux moines de Saint-Chef, mais les églises ne sont pas nommées.
La construction de l'église actuelle a fait l'objet de plusieurs attributions. Noël Thiollier attribue la construction de l'église aux comtes d'Albon, dauphins du Viennois, qui auraient fait construire une église-forteresse pour avoir une possession en Vivarais. R. Arnaud l'attribue à Guy de Bourgogne, futur pape Callixte II, datant la construction du début du XIIe siècle. Pour Robert Saint-Jean et Jean Nougaret, l'église de Champagne date du milieu du XIIe siècle. Cette église aurait remplacé une église du XIe siècle dont des chapiteaux à palmettes ont été remployés. La découverte d'une tombe devant l'autel en 1972 est peut-être celle du personnage qui a construit l'église. Les éléments qui y ont été découverts ne permettent de connaître le nom de la personne inhumée, mais le rattache à la seconde moitié du XIe siècle. Les historiens de l'art ont noté la ressemblance entre le chevet de l'église de Champagne et celui de l'abbatiale de Saint-Chef. Ce plan apparu dans les années 1130 s'est diffusé dans la seconde moitié du XIIe siècle. Le chevet de l'église de Champagne se distingue par la présence d'un déambulatoire. D'autres églises de la région ont un déambulatoire mais il est associé avec des chapelles rayonnantes, ce qui n'est pas le cas de l'église de Champagne. Les extrémités du transept sont surmontées de chapelles hautes au-dessus des absidioles et prolongées de tours rectangulaires.
Une seconde particularité de l'église de Champagne est le couvrement de la nef par des coupoles sur trompes. Noël Thiollier a indiqué que trois églises en France ont une nef avec ce type de coupoles : la cathédrale du Puy, l'église Saint-Hilaire de Poitiers et l'église de Champagne. Les coupoles du Puy datent de la seconde moitié du XIIe siècle, celles de Champagne sont postérieures. Elles ont la particularité qu'une coupole recouvre deux travées.
La façade occidentale était précédée jusqu'en 1848 par une haute tour-porche de plan carré dont la trace est encore visible sur la façade et comme le montre un plan du XVIIe siècle. La partie haute aurait été démolie en 1749.
Dans le premier tiers du XIVe siècle, l'église de Champagne revient à l'église de Vienne et est rattachée à la mense archiépiscopale. Ce rattachement s'est opéré en deux temps, par deux bulles du pape Jean XXII. La première, datée de 1320, nomme l'archevêque de Vienne abbé perpétuel de l'abbaye de Saint-Chef, et indique que le prieur de Champagne participera à l'élection de l'archevêque. La seconde bulle, de 1328, indique transfert le prieuré de Champagne des moines de Saint-Chef à l'archevêque de Vienne. L'église est devenue paroissiale en 1328. C'est à cette époque qu'a été construit le fort du prieuré avec une enceinte englobant  l'église, au nord, et les bâtiments claustraux, au sud. En 1437, au cours d'une révision des « feux » du Viennois, il ne reste plus que 30 familles très pauvres à Champagne.
Le XVe siècle est une période de dévastation avec le passages des Routiers. Les guerres de religion vont entraîner la démolition partielle des tours, l'effondrement des voûtes de la nef, le bûchage des personnages du portail. Des travaux importants sont faits au XVIIe siècle avec la reconstruction des coupoles de la nef, le remplacement de la voûte romane en berceau. Au cours du XVIIIe siècle, l'église, trop importante pour la communauté, se dégrade.
L'église a été restaurée entre 1888 et 1894, supprimant toutes les adjonctions postérieures à l'époque romane et a repris tous les parements extérieurs dégradés.
L'édifice est classé au titre des monuments historiques en 1862.

## Visite de l'édifice

### Le sanctuaire
Plusieurs éléments aux fonctions liturgiques précises ont été mis en place en 2000 lors du passage vers le IIIe millénaire. Ils sont une création de Goudji :
- le siège de présidence,
- la Croix du Christ,
- l’ambon,
- l’autel,
- le tabernacle

## Chronologie des curés et des abbés

### Les curés de l'église paroissiale

#### ? – 1994
Un curé, aidé parfois d'un vicaire a la charge de la paroisse dont le territoire correspond approximativement à celui de la commune. Entre 1954 et 1968, il n'habitait plus au village, crise des vocations sacerdotales obligeant. Depuis cette date, il est choisi parmi les chanoines réguliers de saint Augustin en résidence à proximité de l'église.

#### 1994 – 2003
Une équipe presbytérale dont les membres sont « curés in solidum » (responsables solidairement) a la charge d’une partie des paroisses catholiques du canton de Serrières et de celle de Sablons (Isère) par convention interdiocésaine (ensemble - inter-paroissial de Serrières). Cette équipe presbytérale est composée de chanoines réguliers de saint Augustin.

#### Depuis 2003
Avec la création de la paroisse « Sainte-Croix du Rhône » dont le territoire correspond approximativement au canton de Serrières sans Bogy, Colombier-le-Cardinal, Peaugres, Savas et Thorrenc mais élargi à Sablons (Isère) par convention interdiocésaine, une équipe d’animation pastorale (E.A.P.) composée de laïcs en mission et de prêtres nommés « curés in solidum » à la charge de la paroisse nouvelle. Les prêtres sont chanoines réguliers de saint Augustin.

### Les abbés de l’abbatiale
Depuis 1976 les abbés sont choisis parmi les chanoines réguliers de saint Augustin.

## Galerie

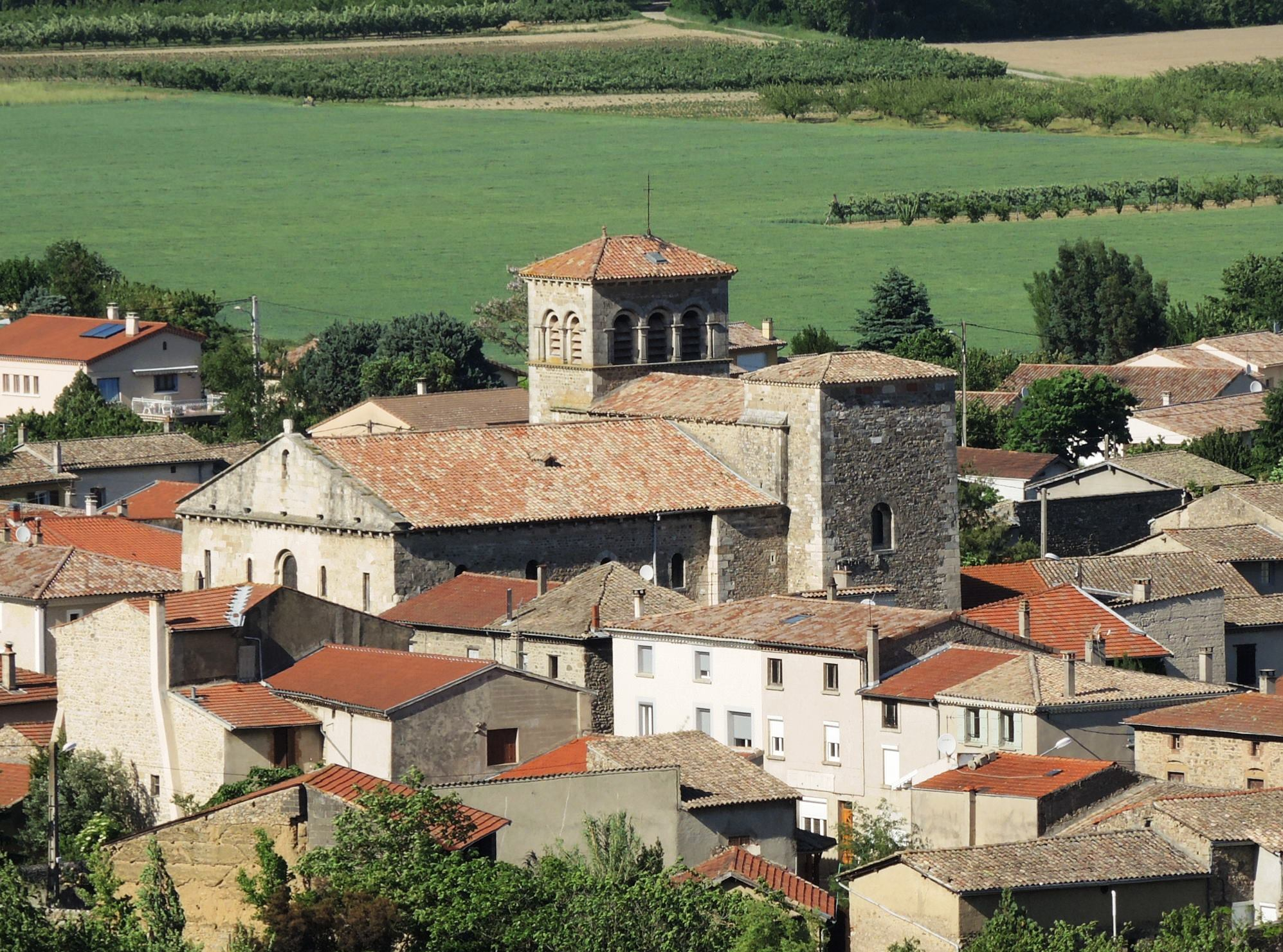
Vue d'ensemble.
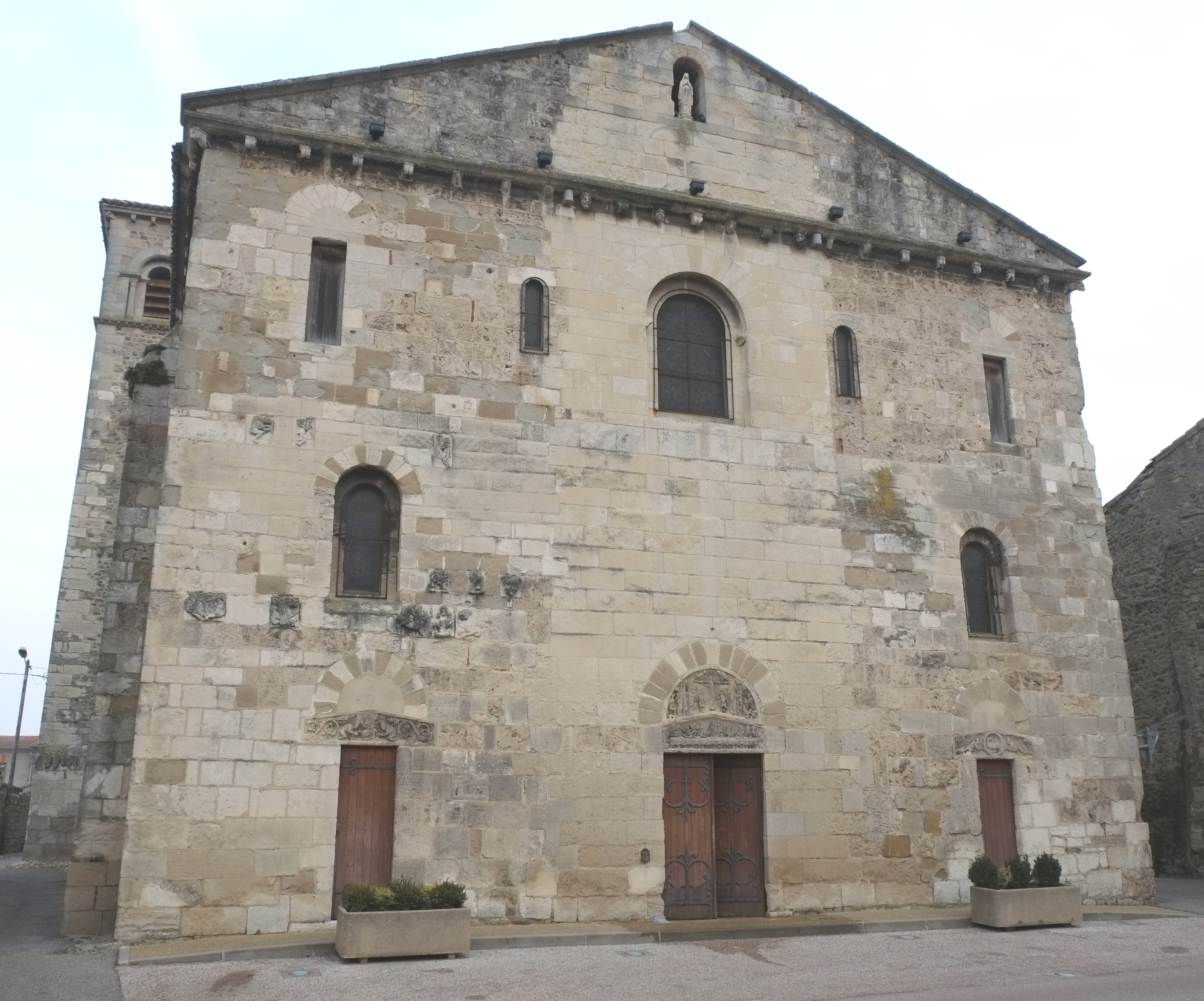
Façade principale.
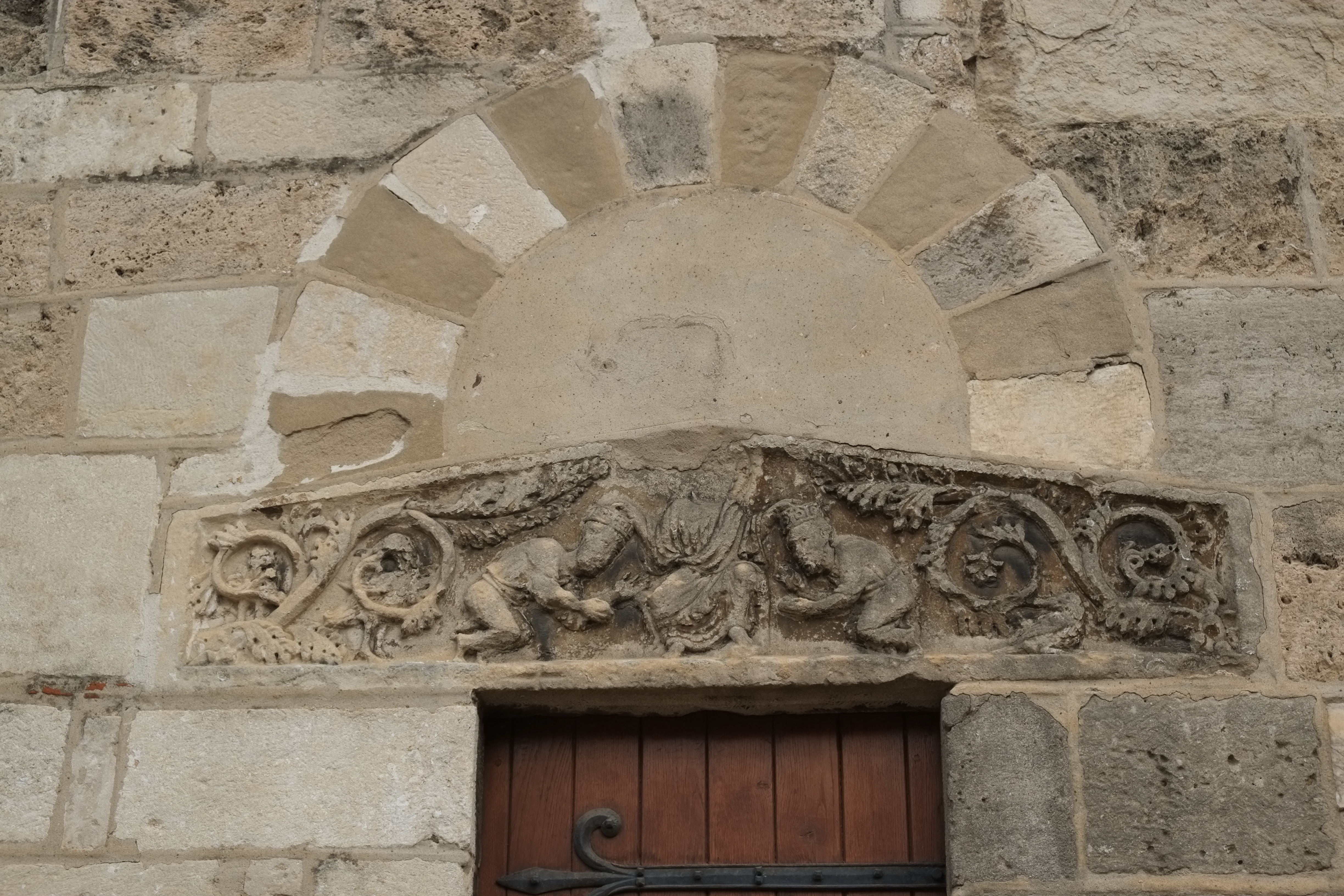
"Couronnement de deux personnages".
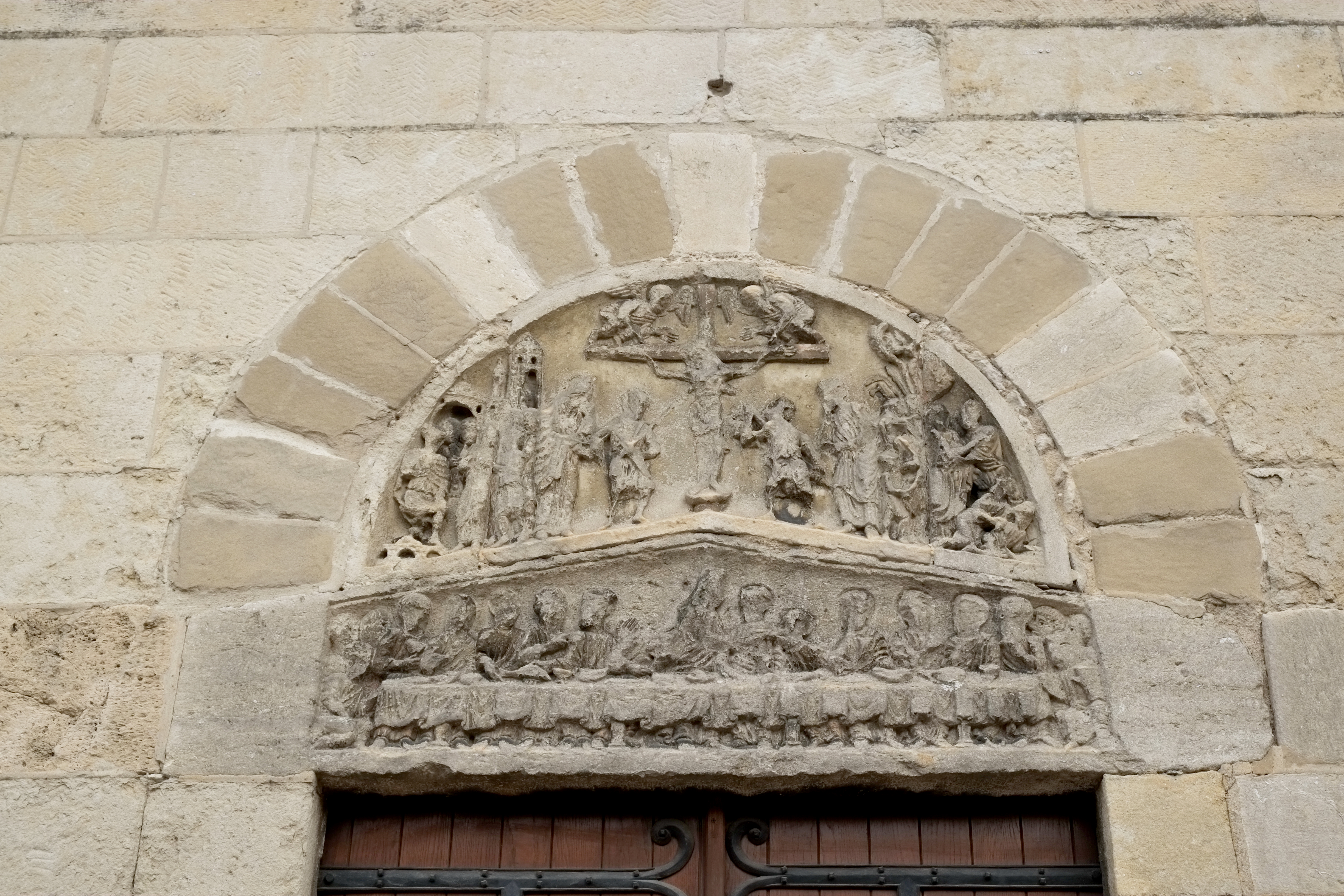
"La Crucifixion" et "La Cène".
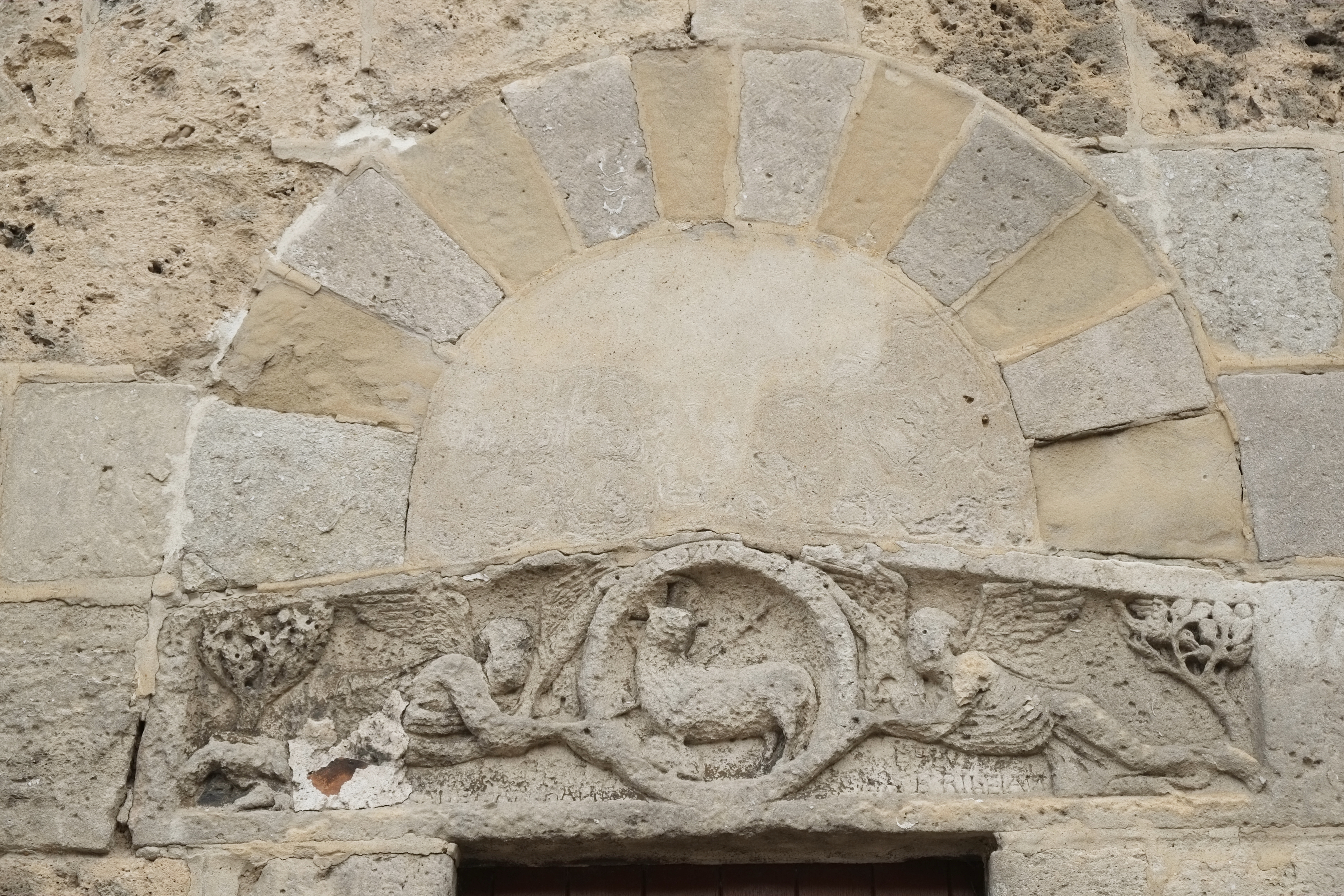
"L'Agneau de Dieu".
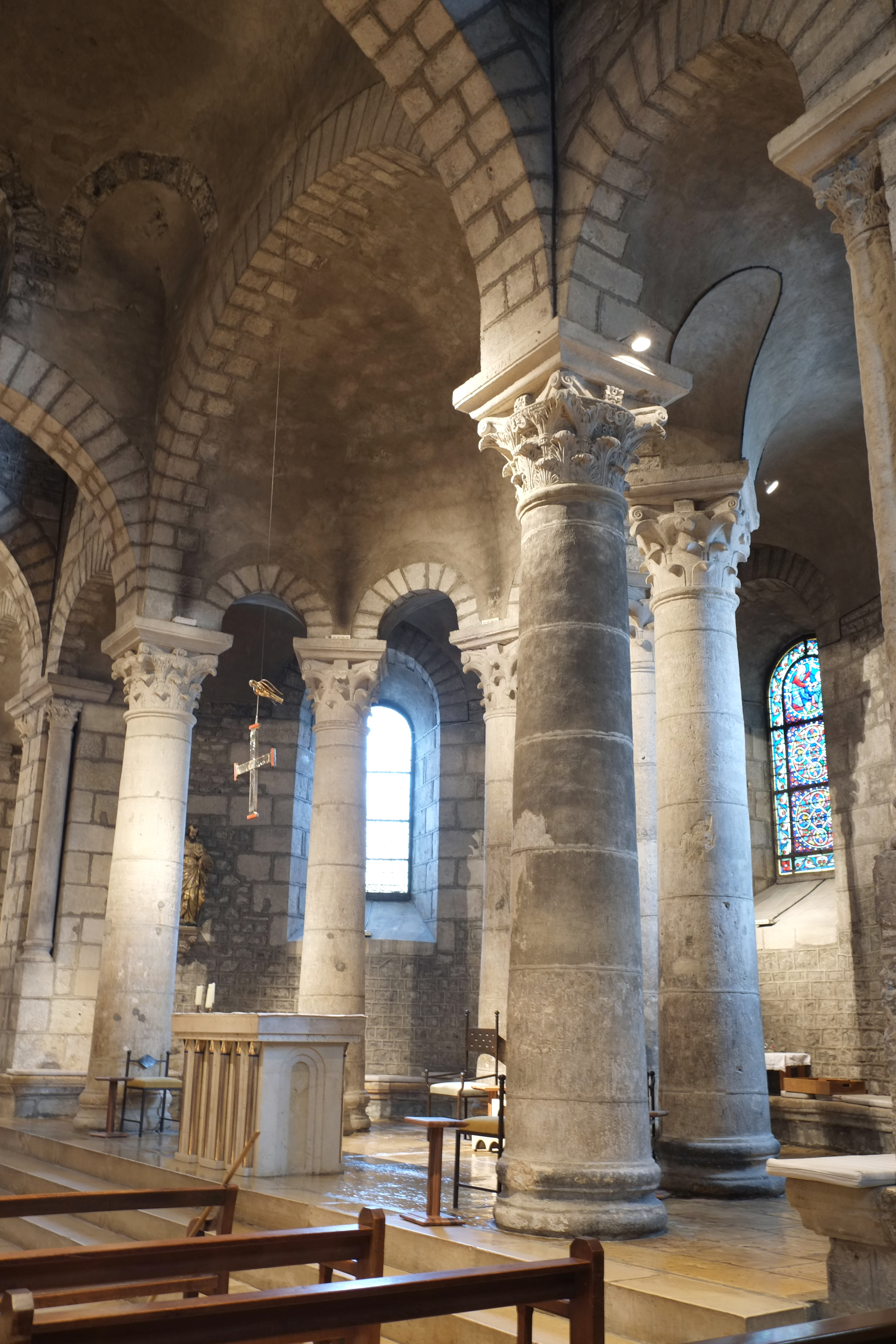
Chœur de l'abbatiale.
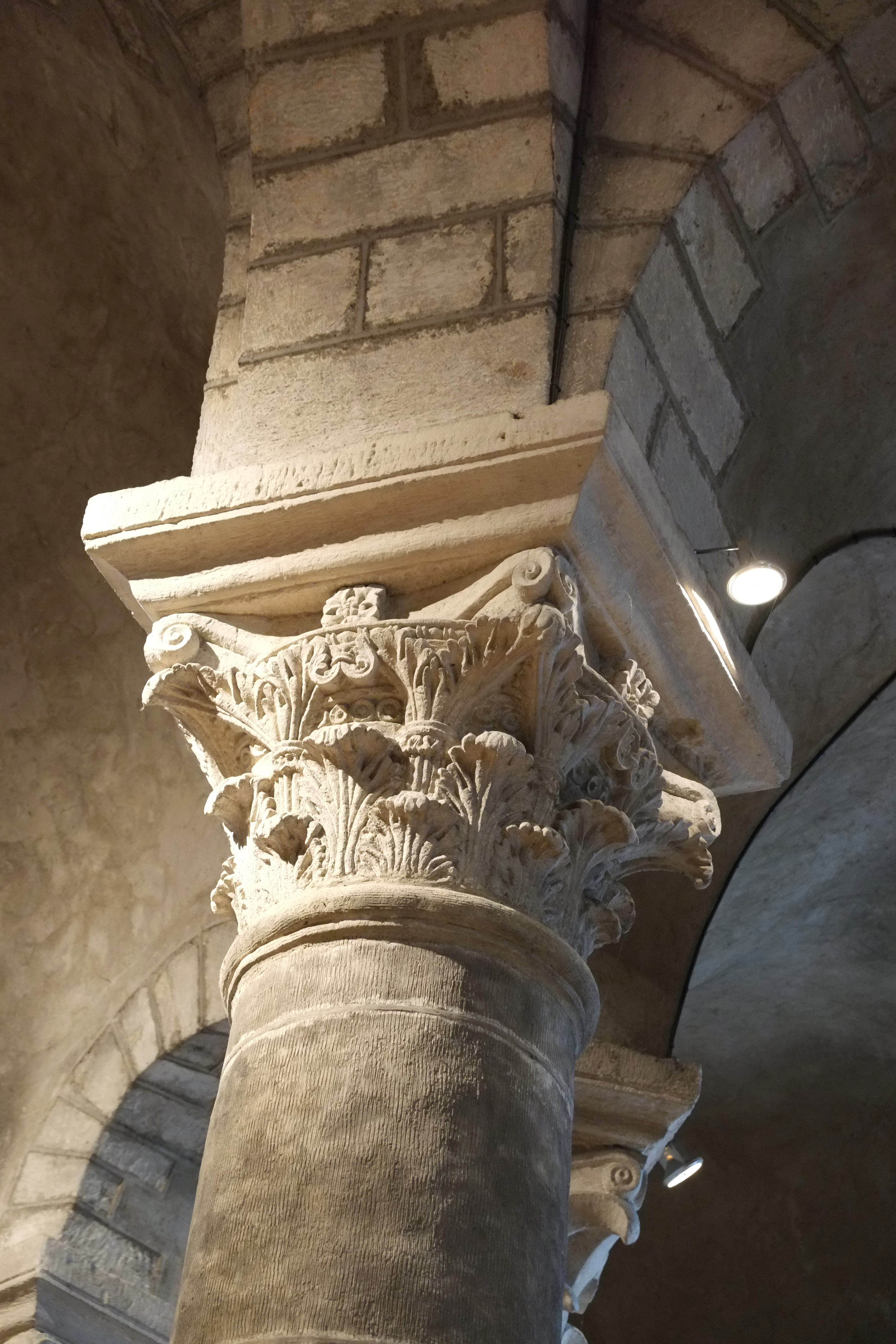
Détail d'un chapiteau.